# Setopagis whitelyi
El chotacabras del Roraima (Setopagis whitelyi), también conocido como  chotacabra de White, aguaitacamino del Roraima o aguaitacamino de los tepuis, es una especie de ave caprimulgiforme de la familia Caprimulgidae nativa del norte de América del Sur.

## Distribución y hábitat
Su hábitat natural son los bosques de la meseta de los tepuis, en el norte de Brasil, el sureste de Venezuela y el oeste de Guyana. Está clasificado como Preocupación menor por la IUCN.